# Serés
Serés (llamada oficialmente San Pedro de Serés) es una parroquia y una aldea española del municipio de Castroverde, en la provincia de Lugo, Galicia.

## Organización territorial
La parroquia está formada por una entidad de población:
- Serés

## Demografía
Gráfica demográfica de la aldea de Serés y de la parroquia de San Pedro de Serés según el INE español:
| Gráfica de evolución demográfica de Pereiramá entre 2000 y 2019 |
|                                                                 |
| Datos según el nomenclátor publicado por el INE.                |